# وارطان خاچاتریان (سیاستمدار)
وارطان خاچاطریان (Վարդան Ժորայի Խաչատրյան؛ زادهٔ ۶ آوریل ۱۹۵۹) یک سیاستمدار اهل ارمنستان است که از تاریخ ۲۰۰۰ تا تاریخ ۲۰۰۸ در دولت سمت وزیر اقتصاد و دارایی ارمنستان را بر عهده داشت.

## زندگی‌نامه
در ۶ آوریل ۱۹۵۹ به دنیا آمد و از دانشگاه دولتی ایروان فارغ‌التحصیل شد.

## یادداشت
1. ↑  ԱԺ ֆինանսավարկային, բյուջետային և տնտեսական հարցերի մշտական հանձնաժողովի նախագահ
2. ↑  Հայաստանի Քրիստոնեա-դեմոկրատական միություն